# DJ Outblast
Pour les articles homonymes, voir Outblast.
DJ Outblast, ou simplement Outblast, de son vrai nom Marc Out, est un producteur et disc jockey de techno hardcore et gabber néerlandais. À ses débuts, il devient l'un des dirigeants du label Masters of Hardcore, en compagnie de Matthijs Hazeleger. Il est considéré par la presse spécialisée comme l'un des pionniers de la techno hardcore. Il annonce sa retraite de la scène en octobre 2016, et une toute dernière performance en 2017.

## Biographie
Marc Out découvre sa passion pour la musique en 1993 lors d'une soirée,. Impressionné par la musique et l'atmosphère qui y régnait, il tente alors d'approcher une branche musicale similaire qui y était jouée. Il se forme aux platines musicales, et anime des centres de jeunesse dans sa ville natale. Il devient également DJ résident d'un petit club dont le nom reste méconnu,. En 1997, il prend part à l'événement Global Hardcore Nation organisé par ID&T au Sportpaleis d'Anvers : « [c'était] la plus mémorable des soirées Thunderdome pour moi. Je n'allais plus aux événements Thunderdome pour un artiste en particulier, mais parce que c'était Thunderdome », explique-t-il,. En 1999, Marc Out commence à composer ses propres morceaux par ordinateur,. Il les publie indépendamment sous son label, Blast Records, puis est remarqué par le groupe de techno hardcore Bass-D and King Matthew. Grâce à ses publications, il devient l'un des membres du désormais célèbre label Masters of Hardcore. 
En quatre ans, il réussit à s'implanter dans la scène et mixe à de gros événements comme Sensation Black, Thunderdome en 2002, indiquant alors « vivre l'un de ses plus beaux rêves », Masters of Hardcore et Defqon.1. En 2004, il publie un EP intitulé Unleash the Beast en collaboration Korsakoff qui le monte au plus haut sa popularité,. En 2005, il est le premier DJ à afficher complet lors d'un événement à Eindhoven, Pays-Bas. Plus tard, toujours en 2005, le vidéoclip intitulé Life Sentence for Mankind apparaît au classement de The Box, et fait face à des concurrents tels que Tiesto et Armin van Buuren. Durant les années 2007 et 2008, Outblast participe entre autres à des événements tels que Mayday et Sensation Black. En 2008, il compose l'hymne officiel de Masters of Hardcore intitulé Infinity. En 2009, il fait son apparition de Syndicate et Army of Hardcore aux côtés de DJ Paul. 
En 2010, il participe à l'édition Save.Exit.Planet du festival In Qontrol effectuant un mixset aux côtés de Frontliner et Stanton. L'événement est publié en album live sous le titre In Qontrol- Save.Exit.Planet et accueilli par Partyflock d'une note de 84 sur 100. En 2011, il participe à l'événement Bassleader avec Zatox et Dr. Rude. En 2012, il participe au festival Dominator en compagnie d'Angerfist et The Sickest Squad.
En octobre 2016, Outblast annonce cesser ses activités dans la techno hardcore, et effectue une dernière performance en 2017 en guise de chant du cygne,. Il compose un dernier morceau, Die Hard, avec Angerfist, et joue devant 25 000 spectateurs à l'édition The Skull Dynasty du festival Masters of Hardcore.

## Discographie
- 2001 : Hey Motherfuckers
- 2001 : Ojeeoink (sous le nom Base Alert)
- 2001 : Masters Symphony
- 2001 : Eardrumz (EP)
- 2001 : Hardcore Time
- 2002 : Jellyneck (sous le nom Base Alert)
- 2002 : Eargazm EP
- 2003 : Back Online
- 2003 : Fuck What U Heard
- 2004 : Unleash the Beast (avec Korsakoff)
- 2004 : Base Alert - Zoo  (anthem de Masters of Hardcore 2004)
- 2005 : Electro shocking (avec DJ D)
- 2005 : Life Sentence for Mankind
- 2006 : My Lifestyle
- 2006 : Dominator (remixé par Outblast et Angerfist)
- 2007 : Face 2 Face (avec Korsakoff)
- 2007 : Never Surrender (avec Korsakoff)
- 2008 : Infinity (hymne de Masters of Hardcore 2008)
- 2009 : Dominator 2009 (avec Angerfist)
- 2009 : Pride and Pain (bootleg gratuit)
- 2010 : Delusion (avec Angerfist)
- 2010 : The Voice of Mayhem  (avec Angerfist et MC Tha Watcher ; hymne de Masters of Hardcore 2010)
- 2011 : The Hymn of Syndicate (avec Korsakoff)
- 2012 : Superhero Complex
- 2012 : Catastrophe (avec Angerfist et MC Tha Watcher)
- 2017 : Die Hard (avec Angerfist et MC Tha Watcher)